# Associazione Calcio Carpi 1965-1966
Questa pagina raccoglie le informazioni riguardanti l'Associazione Calcio Carpi nelle competizioni ufficiali della stagione 1965-1966.

## Stagione
Nella stagione 1965-66 il Carpi ha disputato il girone B del campionato di Serie C, con 24 punti si è piazzato in diciottesima ed ultima posizione di classifica, retrocedendo in Serie D con Libertas Lucchese ed Anconitana, il torneo è stato vinto con 51 punti dall'Arezzo che è stato promosso in Serie B.
Il presidente Gianpietro Bonaretti cede ai cugini del Modena Claudio Vellani e Zino Zani, per questa nuova stagione scommette su talenti ancora acerbi come Dino Landini, che avrà un futuro in Serie A, ma deve ancora farsi le ossa. Sulla panchina del Carpi viene chiamato Gino Giaroli che è stato un ottimo giocatore ma si dimostra un tecnico inesperto. L'inizio del campionato è da incubo, succede di tutto, molti pali colpiti e rigori sbagliati, la situazione precipita, l'allenatore dà le dimissioni, lo sostituisce Primo Sentimenti. Nonostante l'indubitabile carisma del nuovo allenatore, sul campo, malinconicamente, nulla cambia. La squadra si innervosisce, ne fa le spese il portiere Claudio Pressich che becca sei giornate di squalifica, anche Primo Sentimenti prende una sospensione a tempo, insomma un vero e proprio disastro, e puntuali arrivano l'ultimo posto in classifica e la retrocessione in Serie D. Miglior marcatore stagionale ancora una volta Gianfranco Poletto autore di nove reti.

## Rosa
| N. |                   | Ruolo | Calciatore          |
| -- | ----------------- | ----- | ------------------- |
|    | Italia (bandiera) | A     | Italo Amadei        |
|    | Italia (bandiera) | A     | Vincenzo Berti      |
|    | Italia (bandiera) | A     | Francesco Bertolani |
|    | Italia (bandiera) | C     | Gualtiero Branchini |
|    | Italia (bandiera) | P     | Martino Camposeo    |
|    | Italia (bandiera) | D     | Saverio Carpita     |
|    | Italia (bandiera) | C     | Dante Castellazzi   |
|    | Italia (bandiera) | A     | Alfredo Ciannameo   |
|    | Italia (bandiera) | D     | Elio Codato         |
|    | Italia (bandiera) | C     | Aurelio Dotti       |
|    | Italia (bandiera) | A     | Emilio Ferrari      |
|    | Italia (bandiera) | C     | Giorgio Forghieri   |

| N. |                   | Ruolo | Calciatore         |
| -- | ----------------- | ----- | ------------------ |
|    | Italia (bandiera) | D     | Dino Landini       |
|    | Italia (bandiera) | C     | Ermes Lasagni      |
|    | Italia (bandiera) | A     | Gianni Mantovani   |
|    | Italia (bandiera) | D     | Lorenzo Melotto    |
|    | Italia (bandiera) | A     | Gianfranco Poletto |
|    | Italia (bandiera) | P     | Claudio Pressich   |
|    | Italia (bandiera) | C     | Luigi Recchia      |
|    | Italia (bandiera) | C     | Francesco Roscini  |
|    | Italia (bandiera) | C     | Franco Rossini     |
|    | Italia (bandiera) | D     | Luigi Silvestri    |
|    | Italia (bandiera) | C     | Primo Verzelloni   |
|    | Italia (bandiera) | D     | Egidio Vezzani     |

## Risultati

### Girone di andata
| Arbitro: | Stagnoli (Bologna) |

|                       |           |  |
| Tonella 84’ Parra 88’ | Marcatori |  |

| Arbitro: | Accomazzo (Vercelli) |

|             |           |  |
| Rossini 82’ | Marcatori |  |

| Arbitro: | Cattivello (Udine) |

|              |           |  |
| Moratelli 1’ | Marcatori |  |

| Arbitro: | Cardelli (Carrara) |

|  |           |              |
|  | Marcatori | 67’ Jacobini |

| Carpi 17 ottobre 1965 5ª giornata | Carpi              | 0 – 0 | Torres | Stadio Sandro Cabassi\| Arbitro: \| Dal Prato (Nogara) \| |
| Arbitro:                          | Dal Prato (Nogara) |       |        |                                                           |

| Arbitro: | Cappelluti (Bari) |

|                      |           |  |
| Cavicchia 38’ (rig.) | Marcatori |  |

| Arbitro: | Zecca (L'Aquila) |

|             |           |           |
| Recchia 89’ | Marcatori | 9’ Dugini |

| Arbitro: | Vacca (Bari) |

|                                                                     |           |                  |
| Lolli 3’, 24’ Currarini 22’ (rig.) 46’ Bulli 67’ Recchia 87’ (aut.) | Marcatori | 83’, 89’ Poletto |

| Carpi 14 novembre 1965 9ª giornata | Carpi           | 0 – 0 | Massese | Stadio Sandro Cabassi\| Arbitro: \| Quaranta (Bari) \| |
| Arbitro:                           | Quaranta (Bari) |       |         |                                                        |

| Arbitro: | Lupi (Genova) |

|                     |           |                    |
| Brando 4’, 29’, 60’ | Marcatori | 35’, 69’ Ciannameo |

| Arbitro: | Trinchieri (Reggio Emilia) |

|             |           |  |
| Badiani 56’ | Marcatori |  |

| Arbitro: | Bosso (Asti) |

|  |           |                      |
|  | Marcatori | 39’ Rocchi 76’ Villa |

| Arbitro: | Treggiari (Roma) |

|              |           |  |
| Giagnoni 56’ | Marcatori |  |

| Arbitro: | Palumbo (Roma) |

|                                    |           |                   |
| Mantovani 22’ Ciannameo 58’ (rig.) | Marcatori | 64’, 67’ Buglioni |

| Carpi 2 gennaio 1966 15ª giornata | Carpi                 | 0 – 0 | Siena | Stadio Sandro Cabassi\| Arbitro: \| Varnero (Alessandria) \| |
| Arbitro:                          | Varnero (Alessandria) |       |       |                                                              |

| Arbitro: | Menegali (Roma) |

|                      |           |  |
| Silvestri 64’ (aut.) | Marcatori |  |

| Arbitro: | Firmi (Crema) |

|                           |           |                                      |
| Mantovani 28’ Poletto 70’ | Marcatori | 44’, 46’ Massucco 85’ (aut.) Melotto |

### Girone di ritorno
| Arbitro: | Trucillo (Venezia) |

|             |           |  |
| Melotto 86’ | Marcatori |  |

| Pistoia 30 gennaio 1966 19ª giornata | Pistoiese          | 0 – 0 | Carpi | Stadio Monteoliveto\| Arbitro: \| Serratore (Latina) \| |
| Arbitro:                             | Serratore (Latina) |       |       |                                                         |

| Carpi 6 febbraio 1966 20ª giornata | Carpi            | 0 – 0 | Anconitana | Stadio Sandro Cabassi\| Arbitro: \| Concina (Novara) \| |
| Arbitro:                           | Concina (Novara) |       |            |                                                         |

| Arbitro: | Ferro (Finale Ligure) |

|                                            |           |             |
| Fusari 3’ Dotti 46’ (aut.) Di Virgilio 72’ | Marcatori | 61’ Poletto |

| Sassari 20 febbraio 1966 22ª giornata | Torres                 | 0 – 0 | Carpi | Stadio Acquedotto\| Arbitro: \| Scasserra (Campobasso) \| |
| Arbitro:                              | Scasserra (Campobasso) |       |       |                                                           |

| Arbitro: | Caligaris (Alessandria) |

|               |           |  |
| Ciannameo 57’ | Marcatori |  |

| Arbitro: | Capobianco (Cagliari) |

|                 |           |             |
| Dugini 29’, 53’ | Marcatori | 56’ Poletto |

| Arbitro: | Trono (Torino) |

|                         |           |  |
| Carpita 64’ Ferrari 74’ | Marcatori |  |

| Arbitro: | Scolari (Verona) |

|                        |           |  |
| Burlando 18’ Rolla 67’ | Marcatori |  |

| Arbitro: | Lattanzi (Roma) |

|  |           |                     |
|  | Marcatori | 61’ Roffi 65’ Rizza |

| Arbitro: | Ghirardello (Merano) |

|  |           |             |
|  | Marcatori | 86’ Mazzoli |

| Arbitro: | Lazzaroni (Milano) |

|                                     |           |  |
| Barile 33’ Rocchi 53’ Marchetti 58’ | Marcatori |  |

| Arbitro: | Coccia (Torino) |

|                                    |           |              |
| Poletto 14’ (rig.) Castellazzi 35’ | Marcatori | 30’ Giagnoni |

| Arbitro: | Lavetti (Bergamo) |

|  |           |             |
|  | Marcatori | 59’ Poletto |

| Arbitro: | Pasquariello (Napoli) |

|              |           |                          |
| Mariotti 38’ | Marcatori | 9’ Silvestri 60’ Poletto |

| Arbitro: | Nencioni (Roma) |

|  |           |                      |
|  | Marcatori | 8’ Ferrari 30’ Meroi |

| Arbitro: | Di Gioia (Torino) |

|              |           |                                       |
| Massucco 53’ | Marcatori | 52’ Poletto 56’ Landini 76’ Mantovani |